# 몰도바 여자 축구 국가대표팀
몰도바 여자 축구 국가대표팀은 몰도바를 대표하는 여자 축구 대표팀으로 몰도바 축구 협회에서 관리하며 남자대표팀과 마찬가지로 유럽 여자 축구 최약체팀 중 하나로 손꼽힌다. 1990년 9월 10일 루마니아와의 국제 경기 데뷔전에서 1-4로 완패했으며 현재까지 FIFA 여자 월드컵과 UEFA 유럽 여자 축구 선수권 대회 그리고 하계 올림픽 축구 본선 출전 기록이 없다.

## 성적

### FIFA 여자 월드컵
- 1991년 ~ 1999년: 불참
- 2003년 ~ 2007년: 예선 탈락
- 2011년: 불참
- 2015년: 예선 탈락
- 2019년: 예선 탈락

### 올림픽 축구
- 1996년 ~ 2000년: 불참
- 2004년 ~ 2008년: 예선 탈락
- 2012년: 불참

### UEFA 유럽 여자 축구 선수권 대회
- 1984년 ~ 2013년: 불참
- 2017년 ~ 2022년: 예선 탈락

## 같이 보기
- 몰도바 축구 국가대표팀